# Garrett Lewis
Garrett Lewis (2 de abril de 1935 – 29 de enero de 2013) fue un actor, bailarín y escenógrafo estadounidense nominado a cuatro Premios Óscar en la categoría de mejor diseño de producción.

## Premios y distinciones
Premios Óscar
| Año  | Categoría                 | Película           | Resultado |
| ---- | ------------------------- | ------------------ | --------- |
| 1989 | Mejor dirección de arte   | Eternamente amigas | Nominado  |
| 1990 | Mejor dirección artística | Tiempos de gloria  | Nominado  |
| 1992 | Mejor dirección artística | Hook               | Nominado  |
| 1993 | Mejor dirección artística | Chaplin            | Nominado  |

### Actor
- Star! (1968) - Jack Buchanan
- The Good Guys and the Bad Guys (1969) - Hawkins
- Funny Lady (1975) - Production Singer
- Oh! Heavenly Dog (1980) - Pamela Natwick Man No. 1